# Gerard Lippold
Gerard Lippold (Zwartemeer, 6 juni 1941 – Leeuwarden, 4 mei 2015) was een Nederlands voetballer.
Lippold speelde twee seizoenen bij Zwolsche Boys toen hij in het seizoen 1964/65 aangetrokken werd bij het pas opgerichte SC Cambuur. Bij SC Cambuur voetbalde hij in totaal zeven seizoenen als semi-prof, met onderbreking van het seizoen 1969/70 toen hij voor Heerenveen voetbalde. Lippold was werkzaam in het onderwijs als leraar.
Vanwege hardnekkige rugklachten moest Lippold stoppen met voetballen op het hoogste niveau en maakte zich sindsdien verdienstelijk als trainer o.a bij VV Dronrijp, LVV Friesland, Leeuwarder Zwaluwen en VV Dokkum. Bij de Leeuwarder voetbalvereniging Friesland was hij zeer succesvol en werd daarmee twee keer achtereenvolgens kampioen en promoveerde ermee naar de hoofdklasse. Na Friesland volgde onder meer Dokkum waar hij diverse jaren actief was als trainer (acht jaar).
Op latere leeftijd was hij actief als jeugdtrainer van FVC in Leeuwarden, waar hij onder meer zijn kleinzoons Tim en Sido onder zijn hoede had.
Hij overleed op 73-jarige leeftijd en werd gecremeerd in Goutum.

## Carrièrestatistieken
| Seizoen         | Club            | Land            | Competitie       | Competitie | Competitie | Beker | Beker | Internationaal | Internationaal | Overig | Overig | Totaal | Totaal |
| Seizoen         | Club            | Land            | Competitie       | Wed.       | Dlp.       | Wed.  | Dlp.  | Wed.           | Dlp.           | Wed.   | Dlp.   | Wed.   | Dlp.   |
| --------------- | --------------- | --------------- | ---------------- | ---------- | ---------- | ----- | ----- | -------------- | -------------- | ------ | ------ | ------ | ------ |
| 1956/57         | Zwartemeer      | Nederland       | Tweede divisie A | –          | 0          | –     | 0     | 0              | 0              | 0      | 0      | –      | 0      |
| 1957/58         | Zwartemeer      | Nederland       | Tweede divisie B | –          | 1          | –     | 0     | 0              | 0              | 0      | 0      | –      | 1      |
| 1958/59         | Zwartemeer      | Nederland       | Tweede divisie B | –          | 1          | –     | 1     | 0              | 0              | 0      | 0      | –      | 2      |
| 1959/60         | Zwartemeer      | Nederland       | Tweede divisie B | –          | 1          | –     | –     | 0              | 0              | –      | 3      | –      | 4      |
| 1960/61         | Zwartemeer      | Nederland       | Tweede divisie   | –          | 9          | –     | 0     | 0              | 0              | 0      | 0      | –      | 9      |
| 1961/62         | Zwartemeer      | Nederland       | Tweede divisie   | –          | 6          | –     | 0     | 0              | 0              | 0      | 0      | –      | 6      |
| 1962/63         | Zwolsche Boys   | Nederland       | Tweede divisie A | –          | 5          | –     | 0     | 0              | 0              | 0      | 0      | –      | 5      |
| 1963/64         | Zwolsche Boys   | Nederland       | Tweede divisie A | –          | 3          | –     | 0     | 0              | 0              | 0      | 0      | –      | 3      |
| 1964/65         | SC Cambuur      | Nederland       | Tweede divisie A | 31         | 6          | 1     | 0     | 0              | 0              | 0      | 0      | 32     | 6      |
| 1965/66         | SC Cambuur      | Nederland       | Eerste divisie   | 26         | 1          | 3     | 0     | 0              | 0              | 0      | 0      | 29     | 1      |
| 1966/67         | SC Cambuur      | Nederland       | Eerste divisie   | 33         | 0          | 1     | 0     | 0              | 0              | 0      | 0      | 34     | 0      |
| 1967/68         | SC Cambuur      | Nederland       | Eerste divisie   | 14         | 0          | 2     | 0     | 0              | 0              | 0      | 0      | 16     | 0      |
| 1968/69         | SC Cambuur      | Nederland       | Eerste divisie   | 34         | 4          | 1     | 0     | 0              | 0              | 0      | 0      | 35     | 4      |
| 1969/70         | Heerenveen      | Nederland       | Tweede divisie   | 31         | 4          | 1     | 0     | 0              | 0              | 0      | 0      | 32     | 4      |
| 1970/71         | SC Cambuur      | Nederland       | Eerste divisie   | 26         | 2          | 3     | 2     | 0              | 0              | 0      | 0      | 29     | 4      |
| 1971/72         | SC Cambuur      | Nederland       | Eerste divisie   | 32         | 1          | 0     | 0     | 0              | 0              | 0      | 0      | 32     | 1      |
| Carrière totaal | Carrière totaal | Carrière totaal | Carrière totaal  | –          | 44         | –     | 12    | 0              | 0              | –      | 3      | –      | 59     |

## Erelijst
SC Cambuur
| Nationaal      |    |         |
| Tweede divisie | 1x | 1964/65 |

 Heerenveen
| Nationaal      |    |         |
| Tweede divisie | 1x | 1969/70 |